# Plagiosiphon gabonensis
Plagiosiphon gabonensis là một loài loài thực vật họ Đậu (Fabaceae).
Loài này chỉ có ở Gabon.